# Keon Johnson
Christopher Keon Johnson (ur. 10 marca 2002 w Shelbyville) – amerykański koszykarz, występujący na pozycji rzucającego obrońcy, od 2023 zawodnik Brooklyn Nets oraz zespołu G-League – Long Island Nets.
W 2018 i 2019 został wybrany najlepszym koszykarzem szkół średnich stanu Tennessee dywizji II A (Tennessee Mr. Basketball).
W 2021 reprezentował Los Angeles Clippers podczas rozgrywek letniej ligi NBA w Las Vegas.
4 lutego 2022 trafił w wyniku wymiany do Portland Trail Blazers. 27 września 2023 został wytransferowany do Phoenix Suns. 23 października 2023 został zwolniony. 1 listopada 2023 zawarł umowę z Brooklyn Nets na występy zarówno w NBA, jak i zespole G-League – Long Island Nets..

## Osiągnięcia
Stan na 4 grudnia 2023, na podstawie, o ile nie zaznaczono inaczej.
NCAA
- Uczestnik turnieju NCAA (2021)
- Zaliczony do I składu najlepszych pierwszorocznych zawodników konferencji Southeastern (SEC – 2021)
- Najlepszy pierwszoroczny zawodnik tygodnia SEC (8.02.2021)